# 맨 어바웃 타운
《맨 어바웃 타운》(영어: Man About Town)은 2006년 개봉한 미국의 코미디 드라마 영화이다.
미국에서는 2007년 2월 13일에 바로 DVD로 출시되었으나 그 외 전 세계 여러 나라에서 극장 개봉되었다.

## 줄거리
할리우드에서 가장 잘나가는 탤런트 에이전트 잭 지어모로는 성공적인 경력, 막대한 부, 멋진 자동차, 아름다운 아내 등 남들이 부러워하는 모든 것을 가진 듯 보인다. 하지만 성공을 쫓는 동안 그는 자신을 잃어버리고 결혼 생활을 소홀히 하게 된다.
자아 성찰을 위해 일기 쓰기 수업을 듣기 시작한 잭은 아내 니나가 자신의 가장 중요한 고객과 바람을 피우고 있다는 사실을 알게 되고, 그의 완벽해 보였던 세상에 균열이 가기 시작한다. 설상가상으로 야심만만한 언론인 바비가 잭의 일기장을 훔치면서 그의 개인적인 삶과 직업에 심각한 위기가 찾아온다. 일기장에는 그의 일과 평판을 완전히 망쳐버릴 만한 비밀들이 담겨 있었기 때문이다.
잭은 자신이 쌓아 올린 모든 것을 지키기 위해 필사적으로 싸우면서 그 과정에서 진정으로 원했던 자기 통찰을 이루어낸다. 그는 삶에 일보다 더 소중한 가치가 있음을 깨닫고 삶에서 가장 중요한 것들에 집중하기 시작한다.

## 출연
- 벤 애플렉 - 잭 지어모로 역
- 리베카 로메인 - 니나 지어모로 역
- 하워드 헤스먼 - 벤 지어모로 역
- 존 클리즈 - 프림킨 박사 역
- 마이크 바인더 - 모티 역
- 지나 거숀 - 알린 크라이너 역
- 바이 링 - 바비 링 역
- 애덤 골드버그 - 필 베일로 역
- 데이미언 단테이 웨이언스 - 러키 레이놀즈 역
- 캘 펜 - 앨런 파인버그 역
- 앰버 벌레타 - 브린 빌리 역
- 제리 오코널 - 데이비드 릴리 역

## 사운드트랙
1. "Basic Instinct" – 제리 골드스미스 작곡
2. "Cucurrucucu Paloma" – 토마스 멘데스 작곡, 프레이도 비올라 편곡 및 실연
3. "I Got It" – 존 크라우트너과 로버트 할로 작곡, 더 고 실연
4. "Our Lips Are Sealed" – 테런스 에드워드 홀과 제인 위들린 작곡, 프레이도 비올라 편곡 및 실연
5. "Red States" – 프레이도 비올라 작곡 및 실연
6. "The Sad Song" – 프레이도 비올라 작곡 및 실연